# HER-AGE
HER-AGE és un lloc de compres i d'exploració en línia per a articles de moda vintage i de luxe de segona mà autenticats amb certificació NFT. Va ser fundada el setembre de 2021 a Milà, Itàlia, per Alba Figueras, Alessandro Berna i Ataman Ersan. El nom "Her-Age" deriva de la paraula patrimoni.

## Història
Her-Age es va llançar en línia el setembre de 2021 amb una col·lecció privada de 500 peces de disseny vintage i de segona mà.
El setembre de 2022, la companyia es va associar amb el minorista de moda vintage amb seu a Milà L'Armadio di Laura. Van presentar la seva col·lecció anomenada "Pre-Loved Fashion Week Forever". Va combinar compres i peces ecosostenibles de Gianfranco Ferré, Hermès, Chanel i Vivienne Westwood.
L'octubre de 2022 a Milà, Alba Figueras va col·laborar amb Il Ponte, una casa de subhastes italiana, per compartir una col·lecció de 33 peces comissariades de diferents parts del món. El 2023, es va associar amb Cavalli e Nastri per presentar una selecció de peces de roba vintage de luxe durant la Setmana de la Moda de Milà Homme Primavera/Estiu 2024. Cavalli e Nastri i Her-Age van llançar Vintageland, un esdeveniment a través del qual els amants i experts del vintage poden reunir-se.